# Radio R

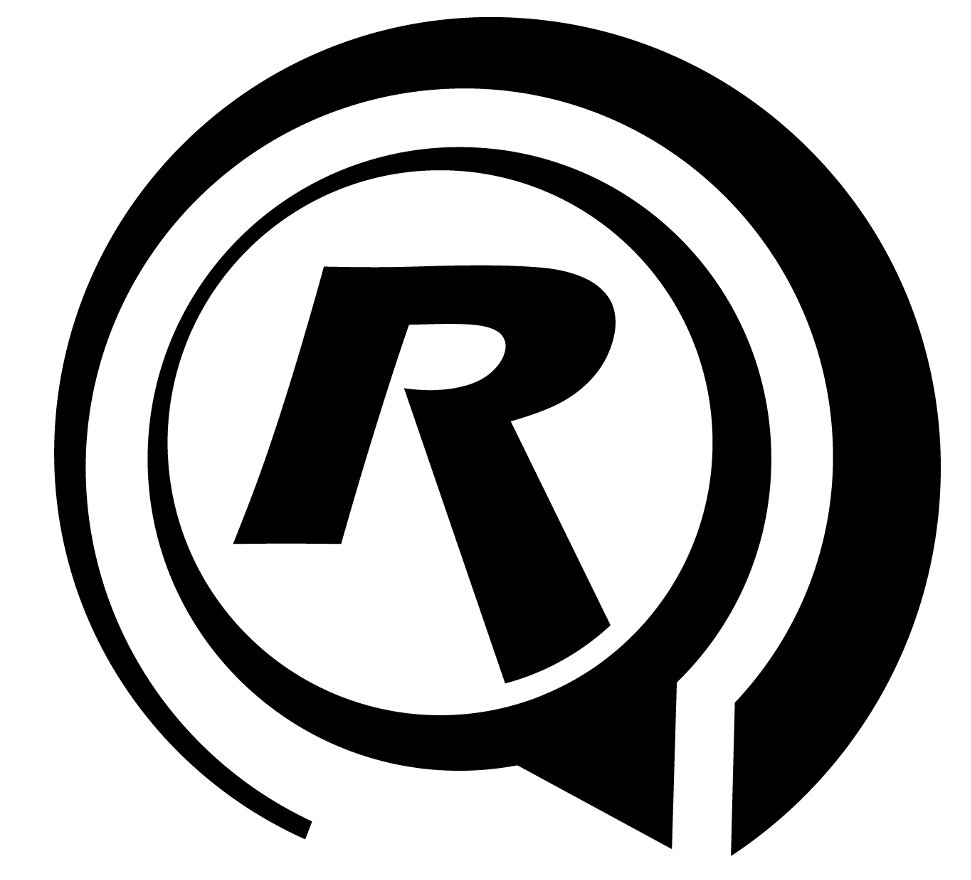
Logo Radia R

Radio R je internetové nekomerční radio Masarykovy univerzity, které vysílá od roku 2008. Aktivně v něm působí více než 100 dobrovolníků, což z něj zároveň dělá největší neziskovou mediální organizaci na území České republiky a Slovenska. Funguje od roku 2008 a ačkoliv nemá vlastní frekvenci, na webu si ho může naladit každý s internetovým připojením. Radio R je také organizátorem kulturního života a pořádá několik pravidelných kulturních akcí, např. Piknik Radia R, Bazárek, večer začínajících spisovatelů Projev se, pročti se nebo konferenci Periferní slyšení. Dále také spolupracuje s významnými kulturními institucemi a pořadateli akcí, např. Muzejní noc, Měsíc autorského čtení, Národní divadlo Brno atd. Od podzimního semestru 2024 zastává pozici station managera žurnalistka Bc. Kateřina Slaná.

## Identita
Vysílá více než 60 pořadů. V rádiu v současnosti působí více než 100 dobrovolníků, kteří připravují nejen každodenní vysílání, ale i různé aktivity mimo éter. Tým tvoří studenti různých brněnských univerzit a také další lidé, kteří se chtějí o své názory a postřehy podělit v éteru či jinak přispět k fungování rádia. Redakce radia sídlí od roku 2008 v budově Fakulty sociálních studií Masarykovy univerzity v Brně a jelikož se na tvorbě obsahu podílí především studenti, tvoří program radia pořady s různorodým zaměřením.
Kromě ranních a odpoledních bloků si posluchači mohou poslechnout pořady hudební, zaměřené na literárně-dramatickou tvorbu, populárně-vědecké, vzdělávací, cizojazyčné a mnohé jiné. Diverzita programů je jedna z hlavních předností Radia R. Rádio je nekomerční, proto ve vysílání nejsou žádné reklamy.

## Struktura
Provoz Radia R se dělí do dvou základních složek:
- on-air team – vedoucí Bc. František Ciglbauer – všichni, kteří se aktivně podílejí na vysílání pořadů. Jedná se především o moderátory. V současné době radio vysílá v šesti redakcích: diskusní, hudební, lifestyle, literárně-dramatická, naučná a odposlech.

- off-air team – vedoucí Lukáš Pánek – zajišťuje aktivity radia mimo živé vysílání a stará se o vnitřní chod radia. Jedná se o členy event teamu, fotografy, grafiky, IT, marketing, HR apod.

V čele Radia R stojí station manažer, programový dramaturg a vedoucí off-air volení na jeden kalendářní rok. Jim podléhá hudební dramaturg, vedoucí produkce a druhá vrstva vedení. Tu představují vedoucí jednotlivých redakcí a svěřených oblastí v off-air teamu.

### Spolek Radia R
Jedná se o zájmovou, neziskovou, dobrovolnickou organizaci, nezávislá na politických stranách. Posláním Spolku Radia R je podporovat v činnosti mladé lidi, poskytovat členům komunity možnost nekomerční realizace a všestranně přispívat ke zkvalitnění jejich života a k rozvoji lidských práv a demokracie. Spolek je nositelem myšlenkové a kulturní otevřenosti, diverzity, alternativy a nezávislosti. Dává prostor názorům a tématům občanské společnosti. Spolek naplňuje své poslání podporou on-air aktivit Radia R a organizací nebo spoluorganizací off-air aktivit. Spolek Radia R je členem Asociace nestátních neziskových organizací Jihomoravského kraje a Jihomoravské rady dětí a mládeže.